# سیارک ۲۲۹۸۸
سیارک ۲۲۹۸۸ (به انگلیسی: 22988 Jimmyhom، نامگذاری:1999VN58) بیست و دو هزار و نهصد و هشتاد و هشتمین سیارک کشف شده‌است که در ۴ نوامبر ۱۹۹۹ کشف شد.
قدر مطلق سیارک برابر ۹.۸ است.